# Calophyllum cordato-oblongum
Calophyllum cordato-oblongum là một loài thực vật có hoa thuộc họ Clusiaceae.
Loài này chỉ có ở Sri Lanka.